# Marathon van Rome 1991
De marathon van Rome 1991 werd gelopen op zondag 1 april 1991. Deze wedstrijd was een voorloper van de marathon van Rome.
De Italiaan Marco Milani zegevierde bij de mannen in 2:14.22. Op de finish had hij een ruime voorsprong op de Tanzaniaan John Makanya. De Colombiaanse Fabiola Oppliger was het snelste bij de vrouwen in 2:39.31. Zij was liefst ruim zeven minuten sneller dan Silvana Cucchietti uit Italië.
In totaal finishten 397 lopers de wedstrijd.

## Uitslagen
Mannen
| rang   | naam         | land | tijd    |
| ------ | ------------ | ---- | ------- |
| Goud   | Marco Milani | ITA  | 2:14.22 |
| Zilver | John Makanya | TAN  | 2:18.02 |

Vrouwen
| rang   | naam               | land | tijd    |
| ------ | ------------------ | ---- | ------- |
| Goud   | Fabiola Oppliger   | COL  | 2:39.31 |
| Zilver | Silvana Cucchietti | ITA  | 2:46.44 |
| Brons  | Fabiola Paoletti   | ITA  | 2:52.37 |

1982 ·
1983 ·
1984 ·
1985 ·
1986 ·
1987 ·
1988 ·
1989 ·
1990 ·
1991 ·
1995 ·
1996 ·
1997 ·
1998 ·
1999 ·
2000 ·
2001 ·
2002 ·
2003 ·
2004 ·
2005 ·
2006 ·
2007 ·
2008 ·
2009 ·
2010 ·
2011 ·
2012 ·
2013 ·
2014 ·
2015 ·
2016 ·
2017